# Skjærsjøen
Skjærsjøen ist ein regulierter See im Gebiet Nordmarka in Oslo, Norwegen. Er befindet sich auf einer Höhe von 258 Meter und nimmt eine Fläche von 0,7 Quadratkilometern ein. Über einen Abfluss wird Wasser über den Fluss Skjærsjøelva zum See Maridalsvannet weitergeleitet. Ebenfalls pumpt das Kraftwerk Hammeren Wasser ab. Seit 1890 wird der Wasserspiegel durch den Staudamm Skjærsjødammen reguliert.